# 西オレゴン大学
西オレゴン大学（英語: Western Oregon University）は、アメリカ合衆国オレゴン州のモンマスにある州立大学。在籍学生はおよそ5,000人である。西オレゴン大学（WOU）のスポーツチームは「ウルブス」と呼ばれ、全米大学体育協会（NCAA）の北西部のⅡレベルで競っている。

## 歴史
1856年、オレゴンの開拓者達がモンマス大学という私立機関を設立。その後、私立研究所を併合してキリスト教大学に改称。1882年にオレゴン州立師範学校に改称後、オレゴン師範学校、オレゴン教育大学、西オレゴン州立大学と幾度の改称を経て最終的に西オレゴン大学に改称された。

## 教育
教育学部と教養学部があり、教養、理学、音楽、美術の学士号が取得できる。その上に、教育および音楽の修士課程がある。オレゴン州および各州に多数の教師を輩出している。

## 芸術部門
芸術部門は、芸術、音楽、劇場、ダンス部門から成り立っている。

## コンピュータ・サイエンス部門
コンピュータ・サイエンス部門は、コンピュータ・サイエンスおよび情報処理の専攻学生をカバーしている。 

## スポーツ
2006年　野球チーム「ウルブス」は、地区優勝した。

## ジェンセン(Jensen)北極博物館
同大学（WOU）のジェンセン北極博物館は、西海岸で唯一となる、北極文化を紹介する博物館である。 同博物館は、1985年に、冒険家、教育者、コレクターおよび博愛主義者のポールH. ジェンセン博士によって創設された。 同氏の北極の人々、彼らの芸術、生活様式および環境への愛情が、この独特な博物館の基礎を形作った。 博物館のコレクションは、北極の人々の固有の芸術、用具、服装および動物を含んでおり、困難な北極の環境下での人々の文化そして工夫を示している。

## 著名な出身者
- ダン・ストレイリー：メジャーリーガー、入学後1年でマーシャル大学に転校した。

## 姉妹校
- 埼玉大学